# فابیو اسپینیو
فابیو اسپینیو (انگلیسی: Fábio Espinho؛ زادهٔ ۱۸ اوت ۱۹۸۵) بازیکن فوتبال اهل پرتغال است که در پست هافبک میانی برای باشگاه فیرنسی بازی می‌کند. 